# Hoevelaken

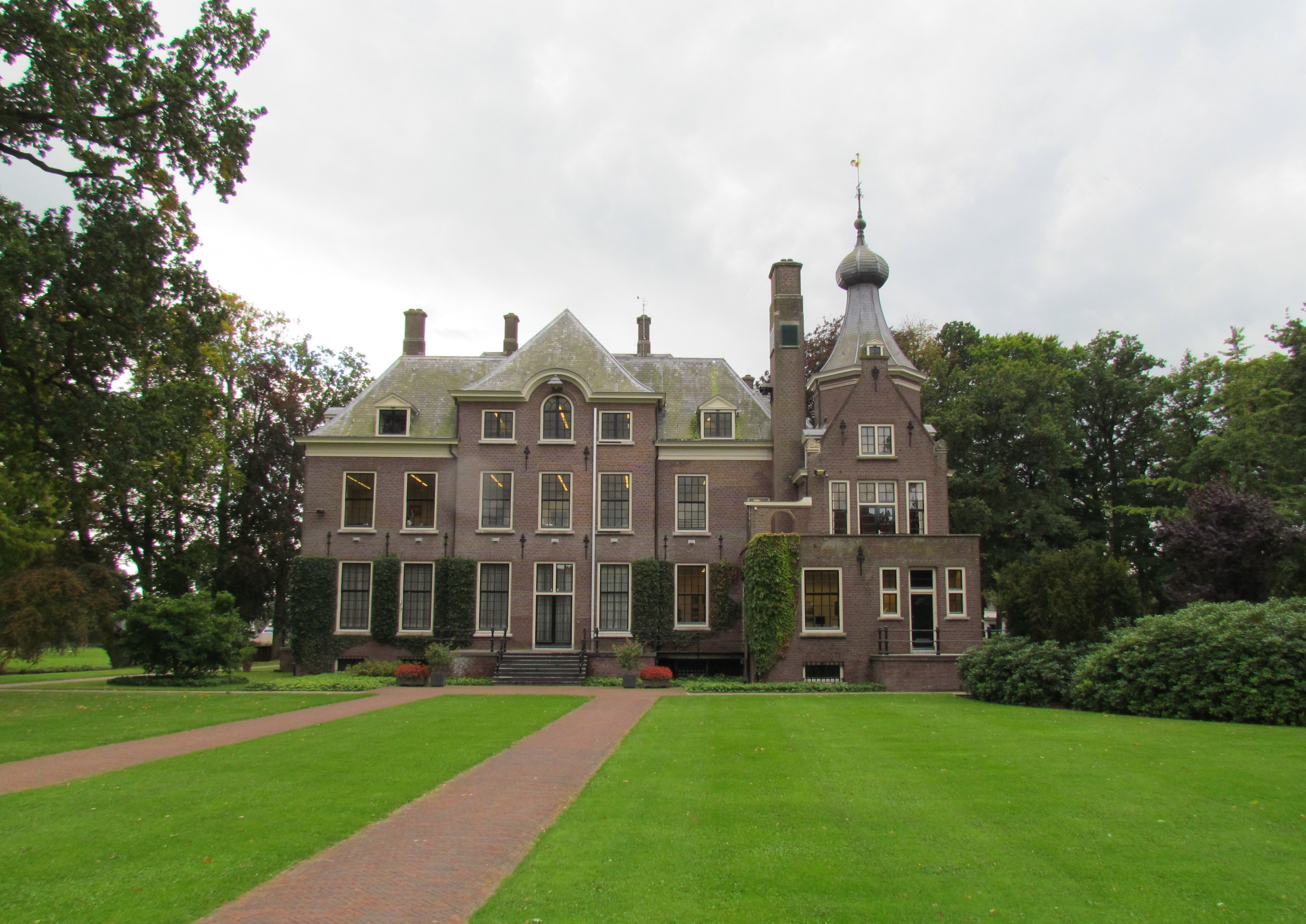
Hoevelaken: la Huize Hoevelaken

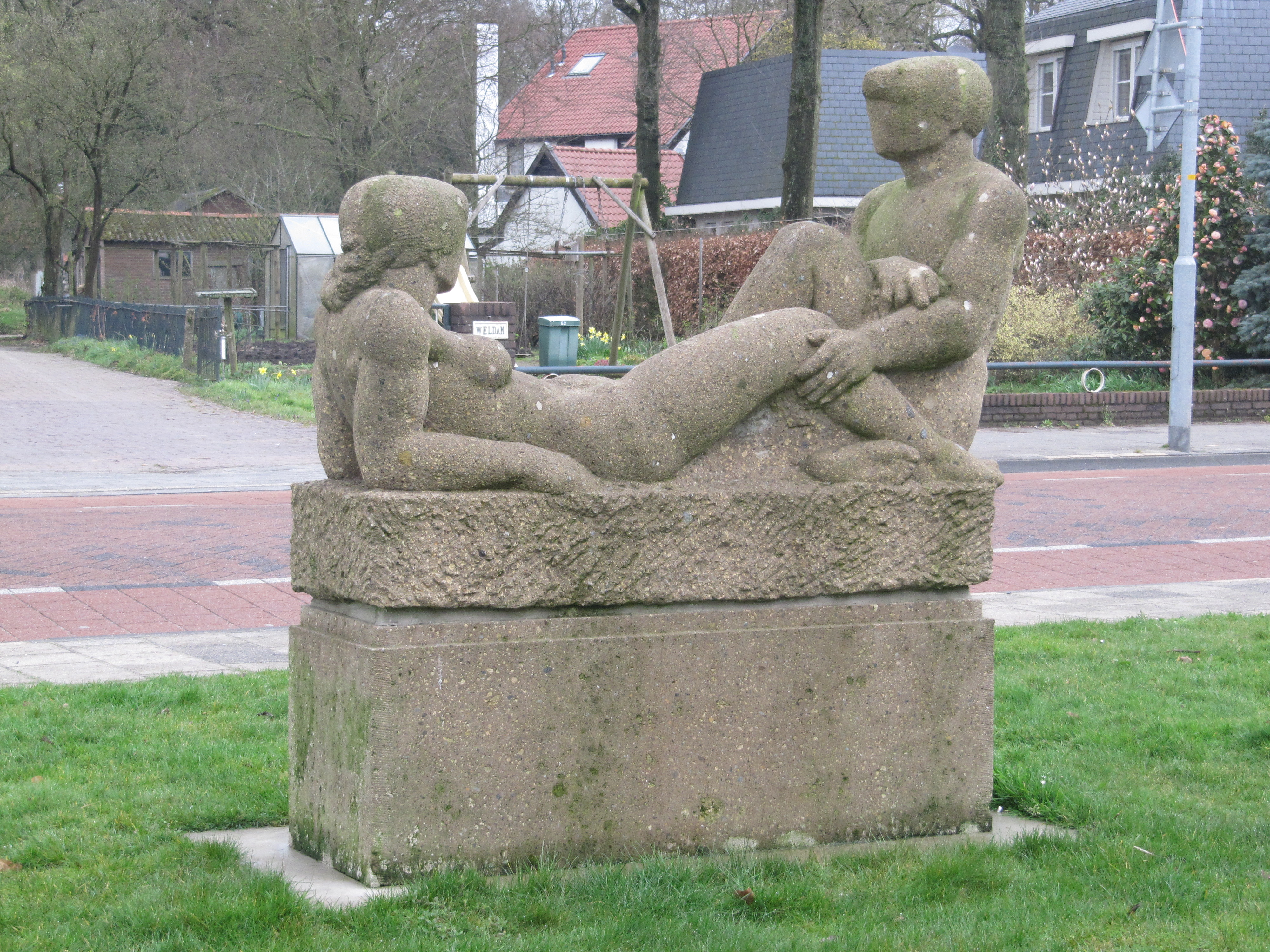
Hoevelaken: la scultura De Volmaakte Mens, opera di Gerard Overeem

Hoevelaken   (7,33 km²) è una cittadina di circa 9 000 abitanti del centro dei Paesi Bassi, facente parte della provincia della Gheldria e situata nella regione della Veluwe. Dal punto di vista amministrativo, si tratta di un ex-comune, accorpato dal 2000 alla municipalità di Nijkerk.

## Etimologia
Il toponimo Hoevelaken, attestato anticamente come Hovelake, Hoflake, Hoevelaecken (1282), significa letteralmente "corte del (fiume) Laak", essendo formato, nella prima parte dal termine hof, "corte", e, nella seconda, parte dal nome del fiume Laak.

## Geografia fisica

### Collocazione
Hoevelaken/Menaldum si trova nella parte nord-occidentale della provincia della Gheldria, al confine con la provincia di Utrecht, tra le località di Nijkerk e Barneveld (rispettivamente a sud della prima e a nord della seconda) e a pochi chilometri ad est di Amersfoort.

## Storia
La località fu menzionata per la prima volta in alcuni documenti nel 1132. All'epoca, figurava come una proprietà del vescovo di Utrecht Andrea, al quale fu ceduta in prestito da Lotario II di Sassonia.
Fino al 1263 Hoevelaken fu governato dalla famiglia Van Stoutenburg, quindi (dal 1402 al 1633) dalla famiglia Van Zuylen van Nievelt e in seguito (dal 1664 al 1732) dalla famiglia Van Lynden.

## Stemma
Lo stemma di Hoevelaken, dominato dai colori rosso, giallo/oro e bianco/grigio/argento e formato da cinque sezioni (di cui una centrale) con in testa una corona, è il frutto della combinazione degli stemmi delle tre signorie che hanno governato Hoevelaken, ovvero dallo stemma della famiglia Van Stoutenburg, costituito da sei gigli di color rosso su sfondo bianco e che compare nella sezione centrale, dallo stemma della famiglia Van Zuylen van Nievelt, che compare nella prima e nella quarta sezione, e dallo stemma della famiglia Van Lynden, costituito da una croce dorata su sfondo rosso e che compare nella terza e nella quarta sezione.

## Architettura
Hoevelaken vanta 12 edifici classificati come rijksmonumenten.

### Edifici d'interesse

#### Huize Hoevelaken
Tra gli edifici principali di Hovelaken, figura la Huize Hoevelaken o Huis Hoevelaken, un edificio costruito nel 1679 (anche se si fa menzione di un edificio con questo nome già nel XIII secolo), ma demolito e ricostruito nella forma attuale nel 1925.

## Sport
La squadra di calcio locale è l'SC Hoevelaken, club fondato nel 1963.

## Feste e eventi
- Dorpsdag Hoevelaken (festa annuale che si tiene in un giovedì di agosto).[2]